# 愛因斯坦的政治觀
阿爾伯特·愛因斯坦是和平主义者和人道主义者，晚年成为民主社会主义者。他曾经说：“我认为甘地的观点是我们这个时期所有政治家中最高明的。人類应该朝此方向努力：不通过暴力达到目的，而是不與你认为邪恶的势力结盟。爱因斯坦反对麦卡锡主义和种族主义。:33, 127, 135,他还是德国自由民主党的建立者之一。:83美国联邦调查局保存的关于爱因斯坦的档案中记录他曾被拒绝以难民条款（Alien Exclusion Act）移民美国，其中一条理由是爱因斯坦信奉、主张、宣扬无政府主义，从而使政府名存实亡。他还被指责为“1937年－1954年34个共产主义运动的参与者和支持者。”不过这些档案是其他部门提交给美国联邦调查局的，而不是美国联邦调查局的正式文件。

## 概述
爱因斯坦反对残暴的獨裁政府，同时因为自己是犹太人，他反对纳粹政府并在希特勒掌权后不久就离开了德国。在其他人的影響下，愛因斯坦开始支持研制原子弹，以防止希特勒抢先研制成功，为此他与西拉德在1939年8月2日上书当时美国总统罗斯福（爱因斯坦—齐拉德信），建议开始研制核武器。罗斯福接受了这个建议，成立了一个小组负责研究铀作为武器的可行性，几年之后这个小组被曼哈顿计划取代。战后，因為日本已經無條件投降，所以爱因斯坦开始为消除核武器建立和平政府游说，并与利奧·西拉德建立了原子能科学家紧急委员会，因為原子彈並不適合於軍事訓練所使用的武器，他说：“我不知道第三次世界大战会用什么武器，但是我可以肯定，第四次世界大战，人们使用的武器将会是——木棒和石头。”
爱因斯坦反对犹太复国主义，他反对将犹太人定居点选择在犹太教的古地，并热衷于在耶路撒冷建立希伯来大学。1930年爱因斯坦在希伯来大学发表名为《关于犹太复国主义：爱因斯坦教授的讲座》的文章。爱因斯坦将自己的论文都传给了希伯来大学。但是他反对民族主义，同时也怀疑建立一个犹太国家是不是最好的选择。他一直希望犹太人和阿拉伯人能夠和平居住在同一个地方。1952年，爱因斯坦曾被邀请作新成立的以色列第二任总统，但他拒绝了，理由是自己缺乏必要的人事能力。
爱因斯坦还联同史懷哲和伯特兰·罗素一起行动，以禁止核试验和核武器战争。在他去世的前几天，他签署了《罗素—爱因斯坦宣言》，这一声明促使帕格沃什科学和世界事务会议召开。他在给罗素的信中写道：
|  | 亲爱的伯特兰·罗素： 感谢你4月5日的来信，我很高兴在你这个出色的声明上签字，我还同意你的签名者候选名单。 致敬，阿·爱因斯坦 |

爱因斯坦对恩格斯的《自然辩证法》手稿阅读完毕后曾做出这样的评价：“爱德华·伯恩斯坦先生把恩格斯的一部关于自然科学内容的手稿交给我，托付我发表意见，看这部手稿是否应该付印。我的意见如下：要是这部手稿出自一位并非作为一个历史人物而引人注意的作者，那么我就不会建议把它付印，因为不论从当代物理学的观点来看，还是从物理学史方面来说，这部手稿的内容都无足轻重。可是，我可以这样设想：如果考虑到这部著作对于阐明恩格斯的思想的意义是一个有趣的文献，那是可以出版的。”

## 參閱
- 爱因斯坦科学出版物列表
- 爱因斯坦论文项目
- 论动体的电动力学
- 玻尔－爱因斯坦论战
- 愛因斯坦—齊拉德信
- 愛因斯坦的獎章與榮譽
- 愛因斯坦的宗教觀
- 《为什么要社会主义？》